# Ямано Такайосі
Такайосі Ямано (яп. 山野 孝義, нар. 5 квітня 1955, Префектура Осака) — японський футболіст, що грав на позиції захисника.
Виступав, зокрема, за «Янмар Дизель», а також національну збірну Японії.

## Клубна кар'єра
У дорослому футболі дебютував 1978 року виступами за команду клубу «Янмар Дизель», в якій провів шість сезонів, взявши участь у 125 матчах чемпіонату.  Більшість часу, проведеного у складі «Янмар Дизель», був основним гравцем захисту команди.
1985 року перейшов до друголігового клубу «Осака Газ», за який відіграв 6 сезонів. Завершив професійну кар'єру футболіста виступами за його команду у 1991 році.

## Виступи за збірну
1980 року провів дві офіційні гри у складі національної збірної Японії, після чого до лав національної команди не залучався.

## Статистика виступів

### Статистика клубних виступів
| Сезон   | Команда        | Чемпіонат | Чемпіонат | Чемпіонат |
| Сезон   | Команда        | Ліга      | Ігор      | Голів     |
| ------- | -------------- | --------- | --------- | --------- |
| 1978    | «Янмар Дизель» | ЯФЛ       | ?         | ?         |
| 1979    | «Янмар Дизель» | ЯФЛ       | ?         | ?         |
| 1980    | «Янмар Дизель» | ЯФЛ       | 18        | ?         |
| 1981    | «Янмар Дизель» | ЯФЛ       | ?         | ?         |
| 1982    | «Янмар Дизель» | ЯФЛ       | ?         | ?         |
| 1983    | «Янмар Дизель» | ЯФЛ       | ?         | ?         |
| 1984    | «Янмар Дизель» | ЯФЛ       | ?         | ?         |
|         | Усього         |           | 125       | 4         |
| 1985-86 | «Осака Газ»    | ЯФЛ-2     | ?         | ?         |
| 1986-87 | «Осака Газ»    | ЯФЛ-2     | ?         | ?         |
| 1987-88 | «Осака Газ»    | ЯФЛ-2     | ?         | ?         |
| 1988-89 | «Осака Газ»    | ЯФЛ-2     | ?         | ?         |
| 1989-90 | «Осака Газ»    | ЯФЛ-2     | 27        | 0         |
| 1990-91 | «Осака Газ»    | ЯФЛ-2     | 23        | 0         |
|         | Усього         |           | 50+       | 0+        |